# Вюйар, Эдуар
Жан Эдуа́р Вюйа́р (фр. Jean-Édouard Vuillard; 11 ноября 1868, Кюизо — 21 июня 1940, Ла-Боль-Эскублак) — французский живописец и график, первостепенная фигура французского символизма рубежа XIX—XX веков, участник группы «Наби». Член Института Франции (с 1937).

## Биография
Эдуар Вюйар родился в маленьком городке Кюизо, в предгорьях Юры, недалеко от швейцарской границы. Отец его, Оноре Вюйар, был капитаном морской пехоты, но когда-то изучал живопись в Париже. Он умер, когда Эдуару исполнилось двадцать лет. Но с самого детства Эдуар оказался, главным образом, под влиянием женщин — матери, бабушки и старшей сестры. Его старший брат Александр выбрал военную карьеру и рано покинул дом. А Эдуар остался в семье и вместе с ней переехал в Париж. Эдуар жил с матерью до 60 лет, до самой её смерти. Она была портнихой и немного модисткой, и потому с ранних лет Эдуара окружал мир тканей и нарядов. Это ему нравилось. Он был тихим, симпатичным человеком, но иногда его переполняли эмоции, которые требовали творческого выхода, поэтому он предпочёл военной карьере искусство.

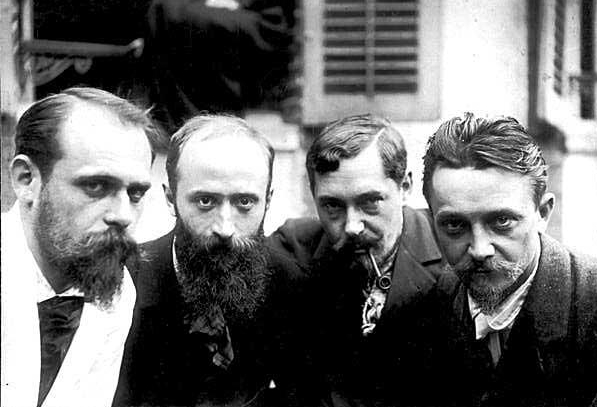
Слева направо: Кер-Ксавье Руссель, Эдуар Вюйар, Ромен Колюс и Феликс Валлотон в 1899 году

В лицее Кондорсе, где Вюйар обучался вместе с Морисом Дени и Кер-Ксавье Русселем, будущим живописцем и мужем старшей сестры Вюйара, он утвердился в своём желании стать художником. Он поступает сначала в художественное училище, где встречает Пьера Боннара, а затем в парижскую Академию Жюлиана. С 1886 года учился в Школе изящных искусств и Академии Жюлиана в Париже. Совместно с Морисом Дени и Кер-Ксавье Русселем основал группу «Наби», в 1892 году, сотрудничал в символистском журнале «Ревю бланш». Эдуар Вюйар много путешествовал, изучал искусство в разных городах Европы — Венеции, Флоренции, Милане, Лондоне. Ездил в Испанию. Но больше всего любил проводить лето среди неброских пейзажей Нормандии и Бретани.

## Творчество
Сначала писал в манере, близкой к голландцам XVII века и Ж. Б. С. Шардену, со временем включая в картины всё больше элементов импрессионизма. Испытал большое влияние Поля Гогена, Анри де Тулуз-Лотрека и японской гравюры.
Сначала он писал только интерьеры, потом стал вводить в них женщин. Постепенно его картины становились всё больше и больше, и наконец выросли до размеров панно. Одновременно Вюйяр работал над портретами представителей преуспевающих французских буржуа, что давало ему средства к существованию. Всё это время его творчество оставалось в достаточной степени фигуративным, но иногда он был уже на грани абстракции.
Искусство Вюйара, варьировавшее узкий круг тем, привлекательно свежей непосредственностью восприятия повседневной жизни, тонкой эмоциональностью, цветовой и ритмической выразительностью силуэтов, изысканной гармонией матовых, как бы вибрирующих красок преимущественно родственных друг другу переходных оттенков.
В 1912 году Вюйар написал Теодора Дюре в его кабинете: заказной портрет, ознаменовавший новый этап в творчестве Вюйара, где с начала 1920-х годов преобладают светские портреты.

## Настоящее время

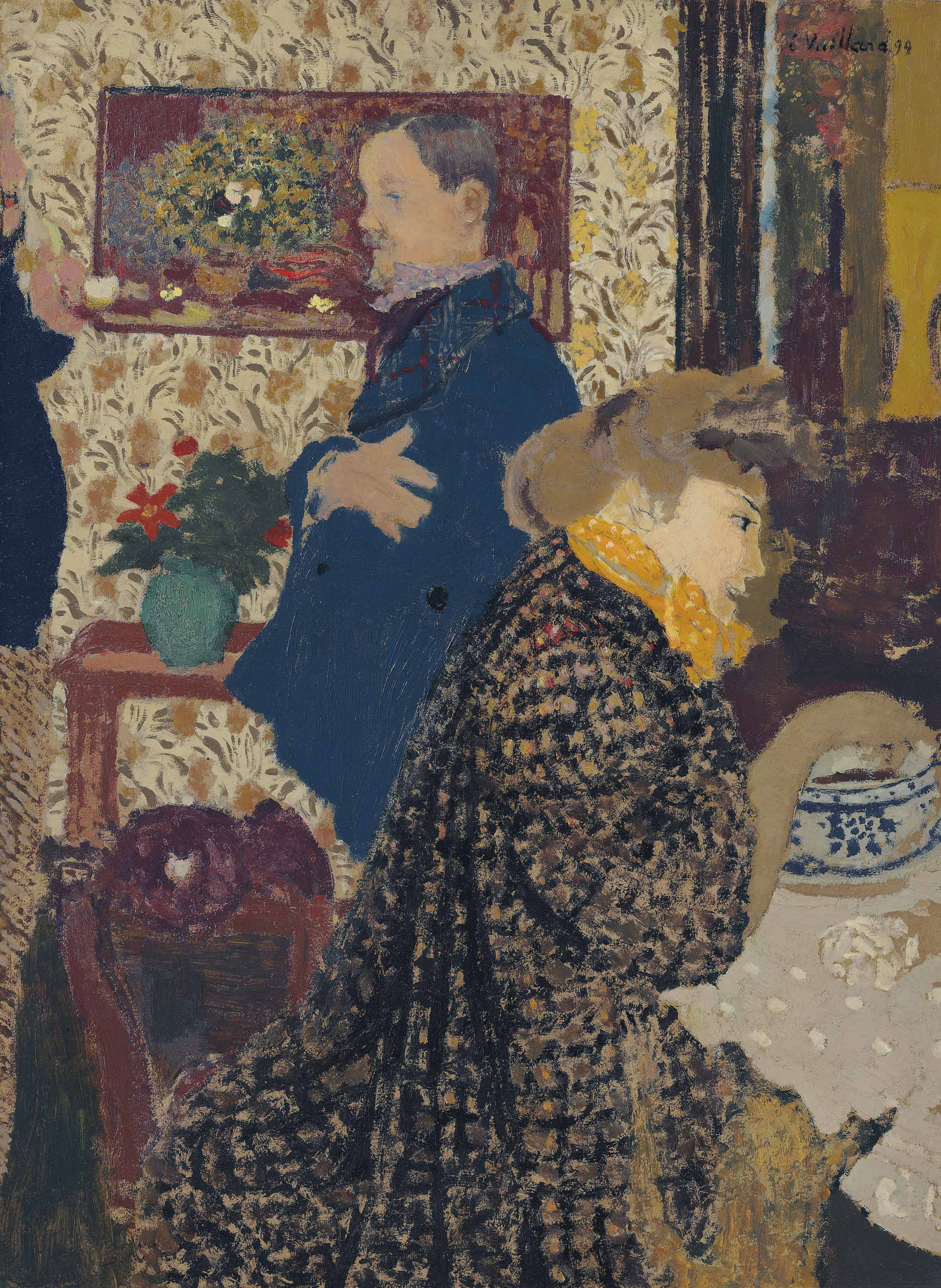
Мися Натансон и Феликс Валлоттон в Вильнёве. 1899
Дерево, масло. 72 × 53 см

13 ноября 2017 года портрет Миси Натансон и Феликса Валлоттона, исполненный Вюайром в Вильнёве в 1899 году, был продан на аукционе Christie’s за 17,75 миллионов долларов, став самой дорогой из картин художника.